# 依存
| ウィキペディアには「依存」という見出しの百科事典記事はありません（タイトルに「依存」を含むページの一覧/「依存」で始まるページの一覧）。 代わりにウィクショナリーのページ「依存」が役に立つかもしれません。 |